# Wichów
Wichów (deutsch Weichau) ist ein Dorf in Landgemeinde Brzeźnica im Powiat Żagański der Woiwodschaft Lebus in Polen.

## Sehenswürdigkeiten
- Die Römisch-katholische Kirche St. Martin ('polnisch Kościół św. Marcina) ist eine gotische Saalkirche aus dem Ende des 13. Jahrhunderts. Sie birgt unter anderem ein spätgotisches Triptychon mit Figuren der Muttergottes mit Kind und des hl. Laurentius in der Mitte und den Zwölf Aposteln an den Seitenflügeln. Die manieristische Kanzel stammt von Anfang des 17. Jahrhunderts.[1]

- Turm der evangelischen Kirche, erbaut Ende 19. Anfang 20. Jahrhundert, das Hauptgebäude wurde 1945 zerstört.
- Ein früherer Gasthof ein Backsteinbau aus dem 18. Jahrhundert heute Wohnhaus.

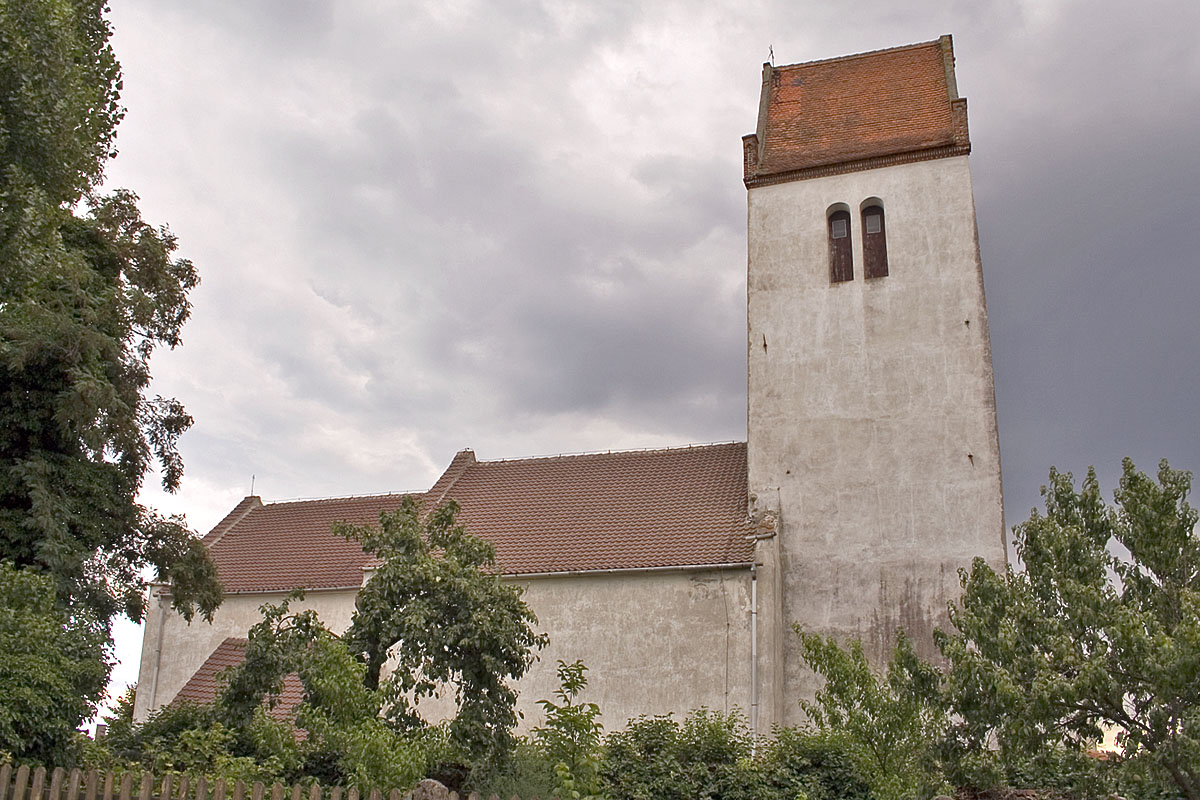
Kirche St. Martin
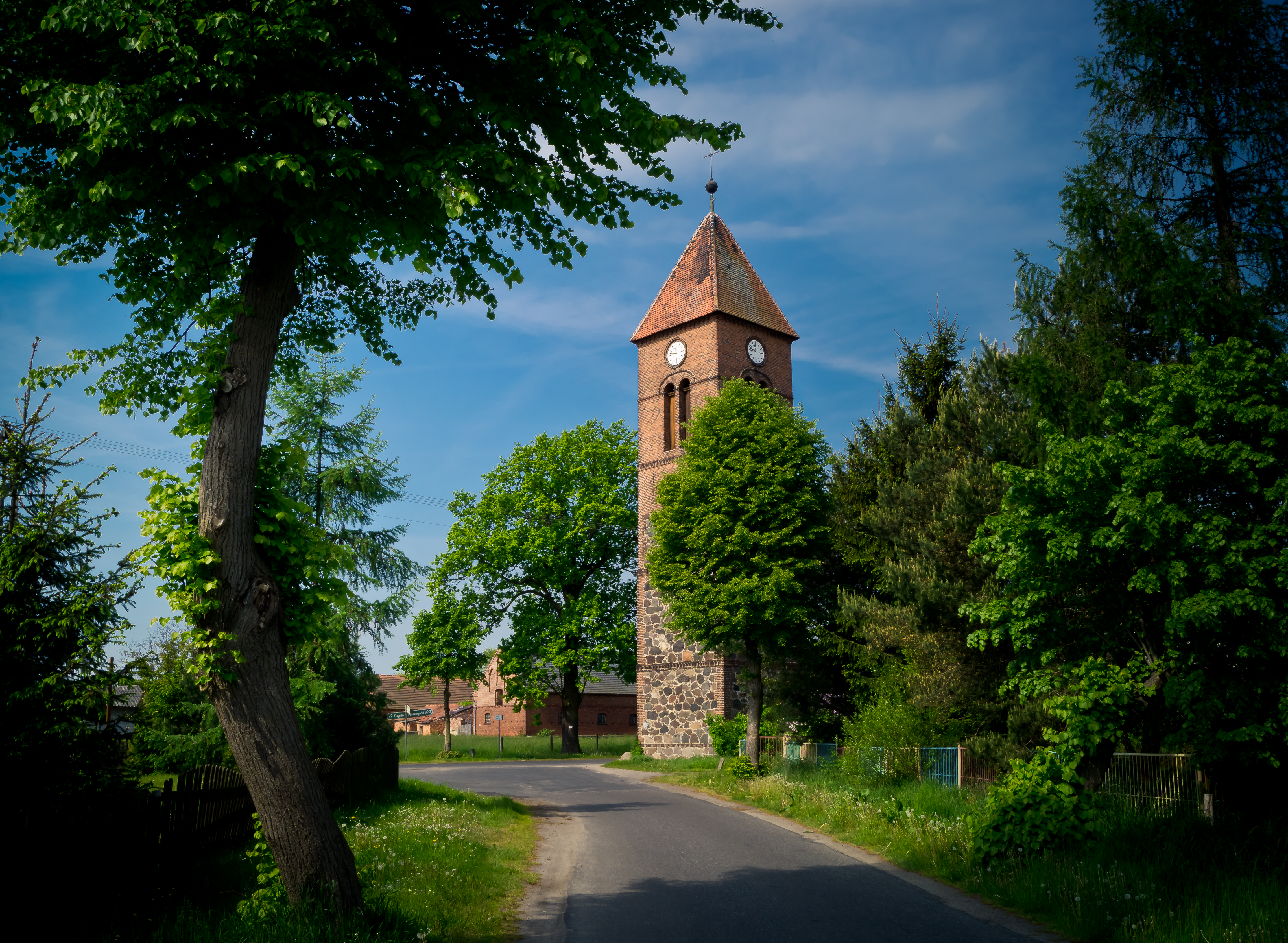
Turm der vormals evangelischen Kirche